# Dzikie gęsi 2
Dzikie gęsi 2 (ang. Wild Geese II) – brytyjski film przygodowy z gatunku thriller z 1985 roku w reżyserii Petera R. Hunta, powstały na podstawie powieści Daniela Carneya pt. The Square Circle. Kontynuacja filmu Dzikie gęsi z 1978 roku. Wyprodukowana przez wytwórnię Thorn EMI. Zdjęcia kręcono w Londynie i Berlinie.
Premiera filmu miała miejsce 24 maja 1985 roku.

## Fabuła
Akcja filmu rozgrywa się w 1982 roku. Potentat telewizyjny Robert McCann (Robert Webber) zleca Johnowi Haddadowi (Scott Glenn) uprowadzenie niemieckiego zbrodniarza wojennego Rudolfa Hessa (Laurence Olivier) z zachodnioberlińskiego więzienia. McCann liczy, że skłoni Hessa do wyjawienia tajemnic dotyczących wielu polityków. Johnowi pomagają Kathy (Bárbara Carrera) i Michael (John Terry) Lukasowie.

## Obsada
Źródło: Filmweb
- Scott Glenn jako John Haddad
- Bárbara Carrera jako Kathy Lukas
- Edward Fox jako Alex Faulkner
- Laurence Olivier jako Rudolf Hess
- Robert Webber jako Robert McCann
- Kenneth Haigh jako pułkownik Reed-Henry
- Paul Antrim jako Murphy
- Stratford Johns jako Mustapha El Ali
- Ingrid Pitt jako Hooker
- John Terry jako Michael
- Robert Freitag jako Stroebling
- Derek Thompson jako Hourigan